# Phylliroidae
Phylliroidae Menke, 1830 è una famiglia di molluschi nudibranchi.

## Tassonomia
La famiglia comprende tre specie in due generi:
- Cephalopyge Hanel, 1905 (1 specie)
- Phylliroe Péron & Lesueur, 1810 (2 spp.)

Altri generi in precedenza attribuiti a questa famiglia sono attualmente posti in sinonimia:
- Bonneviia Pruvot-Fol, 1929 = Cephalopyge
- Boopsis Pierantoni, 1923 = Cephalopyge
- Ctilopsis André, 1906 = Cephalopyge
- Dactylopus Bonnevie, 1921 = Cephalopyge
- Nectophyllirhoe Hoffmann, 1922 = Cephalopyge